# Zygmuntówka (Ostrowiec Świętokrzyski)
Zygmuntówka – dawna wieś, od 1954 część miasta Ostrowca Świętokrzyskiego, położona w jego południowej części wzdłuż ulicy o nazwie Zygmuntówka.

## Historia
Zygmuntówka w latach 1867–1954 należała do gminy Bodzechów w powiecie opatowskim w guberni kieleckiej. W II RP przynależała do woj. kieleckiego, gdzie 2 listopada 1933 weszły w skład gromady o nazwie Denkówek w gminie Bodzechów, składającą się ze wsi Denkówek, kolonii Denkówek, osiedla Brezelia i osiedla Zygmuntówka.
Podczas II wojny światowej włączone do Generalnego Gubernatorstwa (dystrykt radomski, powiat opatowski), już jako odrębna gromada Zygmuntówka w gminie Bodzechów, licząca 790 mieszkańców.
Po wojnie w województwa kieleckim, jako jedna z 16 gromad gminy Bodzechów w powiecie opatowskim.
29 września 1954 Zygmuntówkę wyłączono z gminy Bodzechów i włączono do Ostrowca Świętokrzyskiego.